# Đảng Dân chủ Tự do (Belarus)

Biểu tượng đảng cũ

Đảng Dân chủ Tự do (tiếng Nga: Либерально-демократическая партия, tiếng Belarus: Лібэральна-дэмакратычная партыя) là một đảng chính trị ở Belarus. Đảng này được thành lập vào ngày 5 tháng 2 năm 1994 và đăng ký hoạt động vào ngày 24 cùng tháng. Ngày 15 tháng 6 năm 1999 đảng lại tái đăng ký hoạt động.
Trong kỳ Bầu cử quốc hội Belarus năm 2004, Đảng Dân chủ Tự do Belarus giành được một trong 110 ghế quốc hội. Trong các kỳ bầu cử trước đó vào năm 1995 và 2000 đảng cũng giành được 1 ghế. Cương lĩnh và ý thức hệ của đảng cũng giống như Đảng Dân chủ Tự do Nga, và đảng này ủng hộ sự hợp nhất giữa hai quốc gia Nga và Belarus. Trong kỳ Bầu cử Tổng thống Belarus năm 2006, ứng cử viên của Đảng Dân chủ Tự do Belarus là Siargei Vasilevich Hajdukevich giành được 3,5% số phiếu bầu. Hiện này Đảng Dân chủ Tự do Belarus ủng hộ chính quyền của Tổng thống Aliaksandr Ryhoravič Lukašenka.
Ngày 9 tháng 7 năm 2009, Vladzimiera Karunasa, phó chủ tịch của đảng Dân chủ Tự do và là một thành viên của Hội đồng thành phố Minsk bị bắt giữ do có liên quan đến vụ nhận hối lộ 9 nghìn đô la Mỹ..
Mặc dù tên của đảng là "Dân chủ Tự do", học giả Pippa Norris xem đảng này như một tổ chức cực đoan quá khích có xu hướng tái lập lại Liên bang Xô Viết thuở xưa. Bà cho rằng trong đảng này lãnh tụ Hajdukevich nắm hết quyền lực và đảng này không có cấu trúc dân chủ nào.